# Lerums socken
Lerums socken i Västergötland ingick i Vättle härad, ingår sedan 1971 i Lerums kommun och motsvarar från 2016 Lerums distrikt.
Socknens areal är 77,17 kvadratkilometer varav 66,69 land. År 2000 fanns här 9 923 invånare. Aspenäs herrgård, tätorten Öxeryd, huvuddelen av tätorten Lerum med sockenkyrkan Lerums kyrka samt orterna Hedefors, Hulan och Aspenäs ligger i socknen.   

## Administrativ historik
Socknen har medeltida ursprung. 
Vid kommunreformen 1862 övergick socknens ansvar för de kyrkliga frågorna till Lerums församling och för de borgerliga frågorna bildades Lerums landskommun. Landskommunen utökades 1969 och ombildades 1971 till Lerums kommun.
1 januari 2016 inrättades distriktet Lerum, med samma omfattning som församlingen hade 1999/2000.
Socknen har tillhört län, fögderier, tingslag och domsagor enligt vad som beskrivs i artikeln Vättle härad. De indelta soldaterna tillhörde Västgöta regemente, Elfsborgs kompani och de  indelta båtsmännen tillhörde Västergötlands båtsmanskompani.

## Geografi och natur
Lerums socken ligger nordost om Göteborg kring om sjön Aspen och Säveån. Socknen har odlingsbygd i ådalen och vid sjön och är i övrigt en kuperad skogsbygd. Socknen är rik på insjöar. Utöver Aspen som är störst är andra större Stora Stamsjön, Öxsjön och Stora Härsjön som alla delas med Härryda socken i härryda kommun, vidare Lilla Stamsjön, Lilla Härsjön och Stora Sturven.
Det finns fem naturreservat i socknen. Jonsereds strömmar som delas med Partille socken i Partille kommun och Hulan ingår i EU-nätverket Natura 2000 medan Lerådalen som delas med Stora Lundby socken i Lerums kommun, Säveåns dalgång som delas med Skallsjö socken i Lerums kommun och Säveån-Hedefors är kommunala naturreservat.
Det fanns hela fem sätesgårdar i socknen: Aspenäs säteri, och Hede herrgård, Hulans herrgård, Kolboryds herrgård och Almekärrs herrgård.
I kyrkbyn Lerum fanns tingsställe och gästgiveri.
| - Blommanskog - Brunstorp - Bråta - Burhult - Derregården - Gamlebo, by nära Säveån. - Hallsås - Hunstungan - Häcken, by vid Stora Härsjön - Jonsered, post- och telegrafstation vid sjön Aspen. - Knappekulla, by vid Säveån. - Kullegården - Kålkulla - Kärret - Lerum, kyrkby, tingsställe, gästgivaregård samt post- och telegrafstation. - Marken - Sandbäck, by nära Aspen. | - Slätthult - Svenkebo - Sävidsbo - Toleryd - Torp, by vid Säveån. - Ölslanda, by vid Säveån. - Almekärr, herrgård vid sjön Aspen. - Aludden - Aspenäs, herrgård vid sjön Aspens norra strand. - Björrebo, gård med kvarn under Aspenäs. - Bävserud - Gullringsbo, gård vid Aspen. - Götebo, gård under Stålabo. - Hallegården - Hede, herrgård. - Hulan, herrgård vid Aspen. - Hultet | - Härdåsen, gård vid Stora Härsjön. - Härskogen, gård vid Stora Härsjön. - Knivenäbbet, gård under Aspenäs. - Kolboryd, herrgård. - Kulesveder, gård vid Säveån. - Låddebo - Långared - Munkebacka, gård nära Aspen. - Nygården - Ryd, gård vid Aspen under Hulan. - Skavsås, gård nära Säveån, under Aspenäs. - Sturvås - Stålabo, gård vid Aspen. - Svederna - Svenkebohult - Våthult - Öxeryd |

## Fornlämningar
Boplatser och hällkistor från stenåldern är funna. Spridda högar och stensättningar finns även.

## Befolkningsutveckling
Befolkningen ökade från 1 119 1810 till 1 920 1850 varefter den tillfälligt minskade till 1 858 1870. Därefter har folkmängden stadigt ökat till 15 814 1990.

## Namnet
Namnet skrevs 1338 Lereem och kommer från kyrkbyn. Namnet innehåller ler(a), 'lerjord' och hem, 'boplats, gård'.